# المستشفى الإسرائيلي بتونس

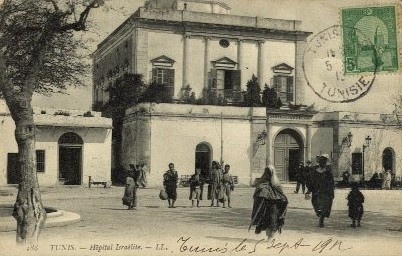
بطاقة بريدية قديمة للمستشفى بين 1900 و1956.

المستشفى الإسرائيلي بتونس (بالفرنسية: Hôpital israélite de Tunis)‏، نسبة لبني إسرائيل، هو مستشفى تونسي قديم، أسس من قبل أطباء ليفورنيين يهود سنة 1895 في ساحة الحلفاوين، شمال مدينة تونس العتيقة.

كان المستشفى يحتل قصر خزندار، وهو مخصص لليهود التونسيين في حي الحارة. 

من بين الأطباء الذين كانوا يقدمون الرعاية المجانية في هذا المرفق الصحي، يمكن أن نذكر الدكتور غوغلييلمو ليفي، المولود في ليفورنو والقادم من بادوفا، حيث أنه كان يدير هذا المستشفى إلى جانب المستشفى الإيطالي (مستشفى الحبيب ثامر حاليا).

## مقالات ذات صلة
- قصر خزندار
- المقبرة الإسرائيلية بتونس